# Takehiko Noguchi
Takehiko Noguchi (japanisch 野口 武彦, Noguchi Takehiko; geboren 28. Juni 1937 in Tokio; gestorben 9. Juni 2024) war ein japanischer Schriftsteller und Literaturkritiker.

## Leben und Wirken
Takehiko Noguchi machte 1962 seinen Abschluss an der Waseda-Universität. Während er dort studierte, war er Anführer der „Zenkoku gakusei jishikai renraku kaigi“ (全国学生自治会連絡会議), abgekürzt „Zenjiren“ (全自連), etwa „Versammlung der studentischen Selbstbestimmungsgremien ganz Japans“. Es folgte ein Studium an der Universität Tokio im Fach Literaturwissenschaft. Ein Aufbaustudium, das zur Promotion führen sollte, brach er ab.
Schon während des Studiums veröffentlichte er Romane und Kritiken. 1967 erhielt er für seinen Roman „Nedan aru ashi“ (価値ある脚), etwa „Das Bein, das seinen Preis hat“, den „Tōdai gogatsu-matsuri“-Preis (東大五月祭賞) seiner Alma Mater. Bekannt wurde er mit „Ishikawa Jun ron“ (石川淳論), „Überlegungen zu Ishikawa Jun“, dem Schriftsteller (1899–1987). Das Werk erschien als Serie von 1963 bis 1966 in der Universitätszeitschrift „Tōdai Bungaku“ (東大文学).
Mit „Mishima Yukio nosekai“ (三島由紀夫の世界), „Die Welt des Mishima Yukio“ 1868, „Tanisaki Jun’ichirō ron“ (谷崎潤一郎論), „Überlegungen zu Tanizaki Jun’ichirō“ und anderen Publikationen festigte er seinen Ruf als Literaturkritiker. Ab 1969 wirkte er an der Universität Kōbe, die ihn als „Meiyo Kyōju“ verabschiedete. 1971 hatte er einen Gastaufenthalt an der Universität Harvard. Das Thema Mishima griff er 1985 noch einmal auf in „Mishima Yukio und Kita Ikki“ (三島由紀夫と北一輝).
Noguchi verfasste viele Bücher zur Edo-Zeit, darunter „Edo no heigaku shisō“ (江戸の兵学思想), „Ideen zur Kriegskunst der Edo-Zeit“, für das er 1991 den Watsuji-Tetsurō-Kulturpreis erhielt.